# Piero Dente
Piero Dente (1901) è stato uno sciatore di pattuglia militare italiano.
Nel rango di un alpino (soldato E-1 del corpo degli Alpini), fu il sottotenente che guidò la pattuglia militare italiana alle Olimpiadi invernali 1924 a Chamonix.